# 中里 (暴力団)
中里一家（なかざといっか）は、埼玉県越谷市に本拠を置く博徒系暴力団で、指定暴力団・住吉会の二次団体。勢力範囲は千葉県、埼玉県、茨城県。

## 歴史
かつては千葉県野田市に本拠を置いた。
明治に宝珠花の左団次こと初代・堺 定吉が中里一家として野田市に結成。
住吉一家二代目総長・倉持直吉は初代中里一家出身であり、中里一家四代目総長・堀 政夫は住吉一家五代目総長を襲名し当時の住吉連合代表になった。

## 歴代総長
- 初代 - 堺 定吉
- 二代目 - 後藤幸次郎
- 三代目 - 高野己之助
- 四代目 - 堀 政夫
- 五代目 - 石井健次
- 六代目 - 永井 實

## 最高幹部
- 総長 - 永井 實（住吉会総務長）
- 総長補佐 - 【破門】伊藤 僑（住吉会副会長・天誠会会長）
- 理事長 - 都丸 弘（住吉会副会長・都丸組組長）
- 幹事長 - 秋山義雄（住吉会副会長・福永一家四代目総長）
- 本部長 - 丸山昌二（住吉会副会長・丸山組組長）
- 総本部統括長 - 鈴木 清二郎（住吉会副会長・中居指六代目総長）